# Feti Okuroğlu
Feti Okuroğlu est un footballeur turc né le 5 août 1971 à Izmir. Il évoluait au poste de défenseur.

## Statistiques détaillées
Dernière mise à jour le 12/06/2010.
| Saison    | Club           | TOTAL  | TOTAL | Championnat | Championnat | Championnat | Coupe d'Europe | Coupe d'Europe | Coupe d'Europe | Coupes Nationales | Coupes Nationales |
| Saison    | Club           | Matchs | Buts  | Division    | Matchs      | Buts        | Type           | Matchs         | Buts           |                   |                   |
| Saison    | Club           | Matchs | Buts  | Division    | Matchs      | Buts        | Type           | Matchs         | Buts           | Matchs            | Buts              |
| --------- | -------------- | ------ | ----- | ----------- | ----------- | ----------- | -------------- | -------------- | -------------- | ----------------- | ----------------- |
| 1990-1991 | Karşıyaka SK   | 27     | 0     | Süperlig    | 25          | -           | -              | -              | -              | 2                 | -                 |
| 1991-1992 | Bursaspor      | 24     | 2     | Süperlig    | 19          | 2           | -              | -              | -              | 5                 | -                 |
| 1992-1993 | Bursaspor      | 28     | 7     | Süperlig    | 26          | 6           | -              | -              | -              | 2                 | 1                 |
| 1993-1994 | Bursaspor      | 28     | 1     | Süperlig    | 26          | 1           | -              | -              | -              | 2                 | -                 |
| 1994-1995 | Bursaspor      | 5      | 0     | Süperlig    | 5           | -           | -              | -              | -              | -                 | -                 |
| 1994-1995 | Galatasaray SK | 21     | 0     | Süperlig    | 14          | -           | C1             | ?              | ?              | 7                 | -                 |
| 1995-1996 | Galatasaray SK | 37     | 2     | Süperlig    | 30          | 2           | C3             | ?              | ?              | 7                 | -                 |
| 1996-1997 | Galatasaray SK | 15     | 0     | Süperlig    | 13          | -           | C2             | ?              | ?              | 2                 | -                 |
| 1997-1998 | Galatasaray SK | 8      | 0     | Süperlig    | 5           | -           | C1             | ?              | ?              | 3                 | -                 |
| 1998-1999 | Trabzonspor    | 7      | 1     | Süperlig    | 7           | 1           | C3             | ?              | ?              | -                 | -                 |
| 1999-2000 | Izmirspor      | 6      | 1     | Lig B       | 6           | 1           | -              | -              | -              | -                 | -                 |
| 1990-2000 | TOTAL          | 206    | 14    | -           | 176         | 13          | -              | 0              | 0              | 30                | 1                 |

## Palmarès en club
En Club
- 1 fois champion de Turquie avec Galatasaray SK en 1998.
- 1 fois vainqueur de la Coupe de Turquie avec Galatasaray SK en 1996.
- 2 fois vainqueur de la Supercoupe de Turquie avec Galatasaray SK en 1995 et 1996.
- 2 fois vainqueur de la Coupe du Premier Ministre avec Bursaspor en 1992 et avec Galatasaray SK en 1995.

Equipe Nationale
- 1 fois champion Olympique des jeux méditerranéens de football avec la Turquie Olympique en 1993.